# Birger Eriksen
Birger Kristian Eriksen (17. november 1875 – 16. juli 1958) var en norsk officer (oberst) fra Moskenes i Lofoten. Eriksen var kommandant på Oscarsborg da Tyskland angreb Norge om morgenen den 9. april 1940. Han er bedst kendt for at have beordret sænkningen af den tyske krydser Blücher.
Efter 2. verdenskrig blev oberst Eriksen blandt andet dekoreret med norske Krigskorset med sværd, samt den franske udmærkelse Croix de Guerre. Han var desuden officer af Æreslegionen.